# Tasmaphena lamproides
Tasmaphena lamproides es una especie de molusco gasterópodo de la familia Rhytididae en el orden de los Stylommatophora.

## Distribución geográfica
Es endémica de Australia.
Su hábitat natural son: bosques templados

## Estado de conservación
Se encuentra amenazada de extinción por la pérdida de su hábitat natural.